# Barbara Broccoliová
Barbara Dana Broccoliová (nepřechýleně Broccoli, * 18. června 1960 Los Angeles) je americká filmová producentka podílející se na vzniku filmových bondovek.

## Osobní život
Narodila se roku 1960 v kalifornském Los Angeles do rodiny producenta bondovek Alberta R. Broccoliho a herečky Dany Wilson Broccoliové (rozené Natolová) jako nejmladší z jejich čtyř dětí. Pracuje jako filmová producentka a s polorodým bratrem Michaelem G. Wilsonem se podílí na vzniku filmů o agentovi 007 Jamesi Bondovi.
V roce 2008 obdržela od britské panovnice, spolu se svým bratrem Michaelem G. Wilsonem, Řád britského impéria (OBE).

## Bondovské angažmá
V produkci filmových bondovek začala pracovat v 17 letech, když byl natáčen snímek Špion, který mě miloval, kde působila v propagačním oddělení. O šest let později se stala asistentkou režie filmu Chobotnička. V roce 1987 se stala spolupracující producentkou bondovky Dech života a následně začala spolu s polorodým bratrem Michaelem G. Wilsonem produkovat filmy, v nichž titulní roli Jamese Bonda ztvárnili Pierce Brosnan a po něm Daniel Craig.

## Filmografie

### Asistentka režie
- Chobotnička (1983)
- Vyhlídka na vraždu (1985)

### Spolupracující producentka
- Dech života (1987)
- Povolení zabíjet (1989)

### Producentka
- Zlaté oko (1995)
- Zítřek nikdy neumírá (1997)
- Jeden svět nestačí (1999)
- Dnes neumírej (2002)
- Casino Royale (2006)
- Quantum of Solace (2008)
- Skyfall (2012)
- Spectre (2015)
- Filmové hvězdy neumírají v Liverpoolu (2017)
- Nancy (2018)
- Rytmická sekce  (2020)
- Není čas zemřít (2021)
- Ear for Eye (2021)